# Jalaludin Abdur Rahim
Jalaludin Abdur Rahim, plus connu sous le nom de J. A. Rahim (en bengali : জালালুদ্দিন আবদুর রহিম, né le 27 juillet 1906 et mort en 1977), est un philosophe politique et politicien pakistanais. Communiste, il est l'un des principaux idéologues du Parti du peuple pakistanais (PPP) quand celui-ci est fondé en 1967.
Ministre de la Production défensive sous le gouvernement de Zulfikar Ali Bhutto à partir de décembre 1971, il est écarté du pouvoir à l'été 1974 en même temps qu'une grande partie de l'aile gauche du parti.

## Carrière politique

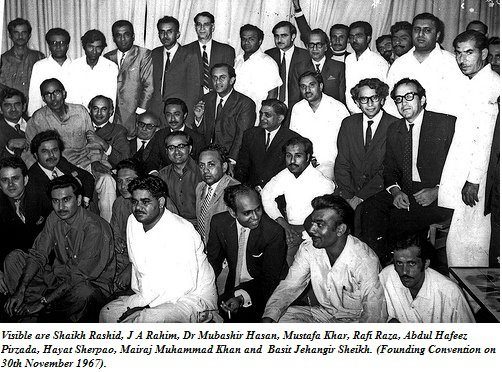
Convention du fondation du Parti du peuple pakistanais où J. A. Rahim est présent au coté d'Ali Bhutto, en 1967.

Jalaludin Abdur Rahim est né le 27 juillet 1906 à Chittagong, dans le Bengale alors sous domination coloniale du Raj britannique.
Intellectuel communiste, J. A. Rahim est membre clandestin du Parti communiste du Pakistan, interdit en 1954. Alors fonctionnaire à la retraite, il est approché par Zulfikar Ali Bhutto après sa démission du gouvernement de Muhammad Ayub Khan en 1966 et devient l'un de ses conseillers politiques. Il est l'un des principaux fondateurs du Parti du peuple pakistanais présidé par Ali Bhutto et devient le premier secrétaire-général du parti et contribue à l'ancrer dans le socialisme, visant la création d'une « société sans classes ».
Malgré la guerre de libération du Bangladesh, J. A. Rahim choisit de rester au Pakistan malgré l'indépendance de sa province natale. Quand le PPP arrive au pouvoir à la fin de l'année 1971, J. A. Rahim intègre le gouvernement d'Ali Bhutto en tant que ministre de la justice puis ministre de la production défensive. À partir de 1974, il entre en conflit avec Ali Bhutto comme une grande partie de l'aile gauche de son parti et est écarté du gouvernement, notamment après un désaccord sur la nomination d'un ministre.
En juillet 1974, il est arrêté, incarcéré et battu par les Forces fédérales de sécurité, une force civile du gouvernement. Il est cependant libéré puis prend la fuite en Europe. Les deux hommes se réconcilient cependant, et J. A. Rahim est nommé ambassadeur du Pakistan en France. Il meurt en 1977 d'une crise cardiaque à Karachi.